# Croco contre canetons
Croco contre canetons est un album jeunesse scénarisé par l'écrivain brésilien Caio Riter et illustré par le Franco-Brésilien Laurent Cardon. Il a été publié au Brésil aux éditions Biruta (2012) et en France aux éditions Père Fouettard (2014, traduction d’Élodie Dupau).

## Thématiques
Le scénario met aux prises sept canetons avec un alligator qui veut les dévorer. Ce dernier ne parvenant pas à les attraper par la force, il met au point une série de ruses pour les manger un à un. 
L'écriture de Caio Riter est « poétique » et drôle, elle multiplie les « jeux de mots et de sonorité ». L'ouvrage est choisi par le magazine Crescer sur sa liste des 30 meilleurs livres de l'année, et fait partie de la sélection White Ravens 2014,. 